# Mezőfalva–Rétszilas-vasútvonal
A Mezőfalva–Rétszilas-vasútvonal a MÁV 43-as számú, egyvágányú, nem villamosított vasútvonala a Mezőföldön, amely tulajdonképpen a Pusztaszabolcs–Paks-vasútvonal kiegészítése.

## Története
1954. január 14-én adták át a tehermentesítő Mezőfalva - Rétszilas vonalat, hogy az új dunaújvárosi Dunai Vasműhöz a Komlóról érkező szenet ne kelljen kerülőúton, Pusztaszabolcson keresztül szállítani. A 42-es vonal Sztálinváros - Mezőfalva közötti szakaszát teljesen új nyomvonalra építették, így Nagyvenyim község határában megszűnt a vasút, vele együtt az ott működő megálló-rakodóhely. Az új vasúti pálya a külterületi lakott helynek számító Újvenyim határában haladt el, nyilvánvalóan fontosabb volt a komlói szén útjának lerövidítése, mint az akkor még alacsony lélekszámú kisközség közvetlen vasúti kapcsolatának biztosítása. Az új szakasz dél felől csatlakozott Sztálinváros vasútállomásához. A vasútépítési munkák, valamint Nagykarácsony felső, Nagykarácsony, Alap és Rétszilas alsó új felvételi épületei 1953. szeptember 15-ére készültek el. A tehermentesítő vasútvonal Rétszilason csatlakozik a Budapest–Pécs-vasútvonalhoz.

## A pálya
A Dunaújváros-Rétszilas közötti vonalszakasz nem villamosított, a vonatok állomástávolságban közlekednek, a jelzők karos alakjelzők, az útátjárókban automata fénysorompók üzemelnek (például 63-as út rétszilasi átjárója). A pálya hézagnélküli, vasbetonaljas.
A szakaszon a legkisebb ívsugár 500 méter és a legnagyobb emelkedő 6.98 ezrelék.

## Forgalom
- A helyi teherszállítás mellett személyforgalom is van, a járatok továbbhaladnak Rétszilason keresztül Simontornya felé. A Budapest–Pusztaszabolcs-vasútvonal felújítása idején Pusztaszabolcs vasútállomás végponti kijáratának felújításakor a Pécsre tartó InterCity-vonatokat is erre a vonalra terelték.

## Vontatójárművek

### Személyszállítás
A helyi személyforgalomban Bzmot-ok közlekednek.

## Járatok
A lista a 2020–2021-es menetrend adatait tartalmazza.
| Vonat          | Útvonal                                                  |
| személyvonatok | személyvonatok                                           |
| -------------- | -------------------------------------------------------- |
| S431           | Dunaújváros – Rétszilas – Cece – Simontornya (pótlóbusz) |
| S431           | Dunaújváros – Rétszilas – Simontornya                    |
| S432           | Dunaújváros – Rétszilas – Cece                           |

## Külső hivatkozások
- A vonal a vasutallomasok.hu oldalon